# 大王镇 (南部县)
大王镇，是中华人民共和国四川省南充市南部县下辖的一个乡镇级行政单位。2019年10月，撤销太华乡，将其所属行政区域划归大王镇管辖。

## 行政区划
大王镇下辖以下地区：
宝马河村、宝灵山村、孙家沟村、袁家祠村、黄莲树村、尚书祠村、郑家垭村、杨家祠村、中坪山村、繁荣村、羊角山村、金子山村、大井坝村和雨台山村，
春坪垭村、桃树湾村、庙嘴子村、六房坪村、板桥寺村、李家垭村、五房嘴村、油房湾村、枷担湾村、南阳庙村、宋家庙村、坛神庙村和老屋山村。